# دانی براسکو
دانی براسکو (به انگلیسی: Donnie Brasco) یک فیلم جنایی درام آمریکایی محصول سال ۱۹۹۷، به کارگردانی مایک نیوول و نویسندگی پال اتاناسیو است که براساس یک داستان واقعی ساخته گردیده‌است. جانی دپ به عنوان یک پلیس مخفی با نام دانی براسکو وارد گروه‌های تبهکاری می‌شود. فیلم براساس جریانی واقعی ساخته شده‌است. دانی براسکو نامزد جایزه اسکار بهترین فیلم‌نامه اقتباسی شده‌است.